# Todos los días son tuyos
Todos los días son tuyos és una pel·lícula mexicana estrenada en 2008 dirigida per José Luis Gutiérrez Arias i que presenta com la seva opera prima després de sortir del CUEC (Centro Universitario de Estudios Cinematográficos), escola que al costat de l'IMCINE van ajudar en la realització i producció de la pel·lícula.

## Sinopsi
La història és un thriller policíac que esdevé a la Ciutat de Mèxic en el qual Eliseo, que no és un policia sinó un fotògraf de nota vermella, es veu incriminat en l'assassinat de la seva veïna María. María és una immigrant basca que té nexes amb enviats per ETA a Mèxic amb l'objectiu d'obtenir fons per a sostenir al grup basc. Les inclinacions d'Eliseo, a qui li agradava i interessava espiar a María perquè planejava muntar una història periodística, són descobertes per l'agent de la policia Carvajal (Alejandro Camacho) i la rubia (Emma Suárez), una agent del govern espanyol enviada per exterminar als bascos que han emigrat d'Europa.

## Repartiment i personatges
- Alejandro Camacho, com Carvajal, És un policia dur a qui no li importa ser corrupte per a resoldre els seus casos. És l'encarregat d'investigar els assassinats dels etarres.
- Mario Oliver, com Eliseo. És un fotògraf de nota vermella que viu enamorat de la seva veïna i a la qual espia en part pels seus sentiments i en part perquè sap que alguna cosa secret ocorre en el seu departament. Per tots els indicis que espia a la seva veïna, quan aquesta desapareix es troba incriminat.
- Emma Suárez, com La Rubia. És una corrupta oficial espanyola enviada a Mèxic per a cooperar amb les autoritats locals referent als assassinats dels membres de l'ETA. Secretament també té la missió d'eliminar els etarres.
- Mariannela Cataño, com Ana És la xicota d'Eliseo. Està enamorada d'ell i servirà com a esquer quan La Rubia obligui a Eliseo a lliurar-se.
- Bárbara Lennie com María

## Recepció
Fou exhibida al Festival Internacional de Cinema de Morelia de 2007.